# Strandavatnet
Strandavatnet er en sø i Hol kommune i Viken fylke i Norge. Søen ligger øverst i Sudndalen og er kilde til Hovselva som renner ud ved Hagafoss. Søen er reguleret som reservoir for Hol I kraftverk. Ved første regulering i 1943 blev vandet hævet tre meter. I 1955 blev reguleringshøjden øget med 21 meter, og i 1957 med yderligere fire meter. Samlet reguleringshøjde er dermed 28 meter. Før reguleringerne lå der flere mindre fjeldgårde ved søen.
I forbindelse med reguleringen blev det daværende Oslo Lysverker, som stod for projektet, pålagt at udsætte fisk for at afhjælpe de negative konsekvenser af reguleringen. I 1972 blev der rapporteret at udsætningerne af yngel, ikke havde givet noget særlig resultat.
Hallingskarvet nationalpark strækker sig ned til Strandavatnet på sydsiden. På nordsiden går fylkesvei 50 mellem Hol og Aurland.

## Eksterne kilder og henvisninger
1. ↑  Fisket i Strandavatn i Hol kommune, Laboratorium for ferskvannsfiske og innlandsøkologi, maj 1972